# O cliente sempre tem razão
"O cliente sempre tem razão" ou "O cliente tem sempre razão" é um lema ou slogan que exorta os funcionários de serviço a dar alta prioridade à satisfação do cliente. Foi popularizado por varejistas pioneiros e bem-sucedidos, como Harry Gordon Selfridge, John Wanamaker e Marshall Field. Eles defendiam que as reclamações dos clientes deveriam ser tratadas com seriedade para que os clientes não se sentissem enganados ou ludibriados. Essa atitude foi inovadora e influente em uma época em que a má representação era comum, e o caveat emptor ("o risco é do comprador") era uma máxima legal frequente.